# Joe Escalante
Joe Escalante (su nombre real es Joseph Patrick Escalante) nació en Long Beach, California el 30 de enero de 1963 y es conocido por ser el bajista de The Vandals y el propietario de la discográfica independiente de punk rock Kung Fu Records. Además, Escalante es director de cine y de videoclips, músico en general y torero.

## Biografía
Escalante nació en Long Beach, California, hijo de padre mexicano y madre irlandesa. Originariamente, Escalante aprendió a tocar la batería y comenzó como tal en bandas de garage rock locales.
Se graduó en la preparatoria Los Alamitos High School y recibió su Licenciatura de Artes de la UCLA, donde se graduó en nórdico antiguo. Además, después de conseguir su título pasó una temporada en la Universidad de Reikiavik, Islandia.
En 1981 ingresa, con 18 años, en la recién creada banda local de punk rock The Vandals, en Huntington Beach. Sería el primer batería de la banda, puesto que ocuparía hasta 1989, año en que pasaría a ser bajista. Con los Vandals, Escalante ha grabado 12 álbumes de estudio y gran cantidad de EP, recopilatorios y otros materiales musicales. Además es el compositor principal de las canciones del grupo y el motor creativo de Vandals gracias a su impresionante capacidad musical e instrumental.
En 1992 se gradúa en derecho y trabaja para el departamento de negocios de la CBS como abogado. Con este dinero extra, Escalante financia la banda y también le sirve para fundar, en 1996, su propio sello discográfico, la mítica Kung Fu Records.

## Varios
En la década de los 90, Escalante se interesó por la tauromaquia y comenzó a recibir clases en México. Su interés por el mundo taurino se manifestó en 2000, con la portada del disco Look What I Almost Stepped In..., octavo álbum de estudio de Vandals. Actualmente continúa recibiendo clases y ha participado en corridas de toros amateur. Además, es un admirador del torero español "El Juli", al que considera su mayor influencia en el mundo taurino.